# Claude Zidi
Claude Zidi es un director y guionista francés nacido el 25 de julio de 1934 en París. Estudió técnica cinematográfica en la Ecole Louis Lumière desde 1953 hasta 1955.

## Biografía
Sus padres son de origen argelino, Claude Zidi en principio recibió formación como jefe operador en la École Louis Lumière de París. Después de una corta carrera como Director de fotografía, los primeros éxitos de Claude Zidi son películas  de una troupe cómica convertidos en estrellas les Charlots : Les Bidasses en folie en 1971, Les Bidasses s'en vont en guerre en 1974. Rueda Coluche y Louis de Funès en 1976 en L'aile ou la cuisse, Louis de Funès y Annie Girardot en 1978 en La zizanie y Coluche en 1981 en Inspecteur La Bavure. Recibe un César por Les Ripoux en 1984 y después realiza Ripoux contre ripoux (1990), La Totale ! (1991), Profil bas (1993), Arlette (1997) y Astérix y Obélix contra César en 1999.
Es uno de los directores franceses de mayor éxito, junto con Gérard Oury, Jean Girault, Georges Lautner y Claude Lelouch.

## Filmografía
- 1971 : Les Bidasses en folie (En Uruguay: Cinco locos sueltos)
- 1972 : Les Fous du stade (En Uruguay: Cinco locos avivados)
- 1973 : Le Grand Bazar (En Uruguay: Cinco locos en el supermercado)
- 1974 : Les Bidasses s'en vont en guerre (En Uruguay: Cinco locos en la guerra)
- 1974 : La Moutarde me monte au nez (En Uruguay: Se me subió la mostaza)
- 1976 : La Course à l'échalote (En Uruguay: La carrera de la cebolla)
- 1976 : L'Aile ou la Cuisse (En Uruguay: ¿La pata o la pechuga?)
- 1977 : L'Animal (En Uruguay: El animal)
- 1978 : La Zizanie (En Uruguay: La cizaña)
- 1979 : Bête mais discipliné
- 1980 : Les Sous-doués (En Uruguay: Los incorregibles)
- 1980 : Inspecteur la Bavure (En Uruguay: El inspector Macanas)
- 1982 : Les Sous-doués en vacances (En Uruguay: Los incorregibles de vacaciones)
- 1983 : Banzaï
- 1984 : Les Ripoux (En Uruguay: Los repodridos)
- 1985 : Les Rois du gag (En Uruguay: Los reyes de la risa)
- 1987 : Association de malfaiteurs
- 1989 : Deux (En Uruguay: Te espero en mis brazos)
- 1989 : Ripoux contre ripoux (En Uruguay: El regreso de los repodridos)
- 1991 : La Totale !
- 1993 : Profil bas
- 1997 : Arlette
- 1999 : Astérix et Obélix contre César (En Uruguay: Asterix y Obelix contra el César)
- 2001 : La Boîte
- 2003 : Ripoux 3

## Datos y cifras
| Película                         | Año  | Cifras mundiales    |
| Astérix et Obélix contre César   | 1999 | 9 090 000 entradas  |
| Les Bidasses en folie            | 1971 | 7 460 000 entradas  |
| Les Ripoux                       | 1984 | 5 880 000 entradas  |
| L'Aile ou la Cuisse              | 1976 | 5 840 000 entradas  |
| Les Fous du stade                | 1972 | 5 740 000 entradas  |
| Banzaï                           | 1982 | 4 480 000 entradas  |
| Les Bidasses s'en vont en guerre | 1974 | 4 150 000 entradas  |
| Les Sous-doués                   | 1980 | 3 980 000 entradas  |
| Le Grand Bazar                   | 1973 | 3 910 000 entradas  |
| Inspecteur la Bavure             | 1980 | 3 700 000 entradas  |
| La Moutarde me monte au nez      | 1974 | 3 700 000 entradas  |
| Les Sous-doués en vacances       | 1981 | 3 570 887 entradas  |
| L'Animal                         | 1977 | 3 160 000 entradas  |
| La Course à l'échalote           | 1975 | 2 960 000 entradas  |
| Ripoux contre ripoux             | 1989 | 2 900 000 entradas  |
| La Zizanie                       | 1978 | 2 790 000 entradas  |
| Association de malfaiteurs       | 1987 | 1 940 000 entradas  |
| La Totale                        | 1991 | 1 600 000 entradas  |
| Les Rois du gag                  | 1985 | 1 510 000 entradas  |
| Ripoux 3                         | 2003 | 800 000 entradas    |
| Bête mais discipliné             | 1979 | 684 516 entradas    |
| Total                            | -    | 54 445 412 entradas |